# هنری شارپنل
هنری شارپنل (انگلیسی: Henry Shrapnel; ۳ ژوئن ۱۷۶۱ – ۱۳ مارس ۱۸۴۲) نظامی و مخترع اهل پادشاهی متحد بریتانیای کبیر و ایرلند بود.